# Криоцефал бурий
Криоцефа́л бу́рий (лат. Arhopalus tristis, Fabricius, 1787 = Arhopalus ferus (Mulsant, 1839) = Arhopalus tristis var. hispanicus (Sharp) Villiers, 1978 = Criocephalum polonicum Motschulsky, 1845 = Criocephalus epibata Schiödte, 1864 = Criocephalus rusticus var. ferus Mulsant, 1839) — жук з родини вусачів.

## Поширення
транспалеарктичний вид палеарктичного комплексу. Ареал охоплює практично всю територію північної Євразії. В Карпатах вид зустрічається зрідка; розповсюджений по гірській частині в смерекових лісах.

## Екологія
Приурочений до смерекових лісових угруповань. Личинка заселяє деревину хвойних в прикореневій зоні дерева. Дорослі комахи не живляться.

## Морфологія

### Імаго
Дорослі комахи до 25 мм довжиною. Темно-бурого, рідше червоно-бурого кольорів. Очі в A. tristis, на відміну від A. rusticus, голі, без волосків. Третій членик лапок розділений лише до середини. Верхня губа з пучком волосків на середині.

### Личинка
Лоб личинки несе до 20 епістомальних щетинок. Вусики 3-членкові. Вічок немає. Ґулярна смужка світла, доходить до переднього краю голови, її краї припідняті. 3-й членик максилярних щупалець наполовину коротший 2-го. Основа пронотуму з полем мікрошипів. Мозолі черевця покриті мікрошипами. Дорзальні мозолі мають по 4 поздовжні боріздки, вентральні – по 2-і поздовжні й по 1-й слабопомітній поперечній. Терґіт 9-го сегменту несе по парі маленьких, розставлених урогомф. Довжина – 33-38 мм ширина – 8 мм. У лялечки вершина черевця з 2 шилоподібними урогомфальними виростами, загнутими всередину.

## Життєвий цикл
Життєвий цикл триває 2-4 роки.